# مقاطعة زلين
مقاطعة زلين (بالتشيكية: Okres Zlín)‏ هي مقاطعة (أوكريس) في إقليم زلين في جمهورية التشيك.
عاصمة هذه المقاطعة هي مدينة زلين.

## اقرأ أيضاً
- مقاطعات جمهورية التشيك